# Edith M. Flanigen
Edith Marie Flanigen (née le 28 janvier 1929), est une chimiste américaine, connue pour ses travaux sur la synthèse des émeraudes, et plus tard des zéolithes pour tamis moléculaires à Union Carbide.

## Jeunesse et éducation
Edith Marie Flanigen est née le 28 janvier 1929 à Buffalo, New York. Elle et ses deux sœurs, Joan et Jane, sont initiées à la chimie par leur professeur de lycée. Les trois sœurs poursuivent toutes leurs études en chimie au Collège D'Youville. Edith Flanigen obtient son diplôme en étant présidente de classe et major de promotion. Joan et Edith reçoivent toutes deux une maîtrise en chimie en chimie physique inorganique à l'Université de Syracuse en 1952 . En 2008, Syracuse lui décerne un doctorat honorifique.

## Carrière
En 1952, Edith Flanigen rejoint la société Union Carbide. Son travail est d'abord l'identification, la purification et l'extraction de différents polymères de silicone. En 1956, elle rejoint le groupe des tamis moléculaires. En 1973, elle est la première femme d'Union Carbide à être nommée chercheuse d'entreprise et, en 1986, chercheuse d'entreprise principale. Elle est transférée à l'UOP (une coentreprise entre Union Carbide et Allied Signal) en 1988, où elle est nommée chercheuse principale. Flanigen est promue UOP Fellow en 1991. Edith Flanigen prend sa retraite de l'UOP en 1994. Après sa carrière à l'UOP, et jusqu'en 2004 au moins, Edith Flanigen reste professionnellement active, notamment en tant que consultante auprès de l'UOP.
Au cours de sa carrière de 42 ans associée à Union Carbide, Edith Flanigen invente plus de 200 substances synthétiques différentes, est auteure ou co-auteure de plus de 36 publications et obtient au moins 109 brevets.

## Chimie

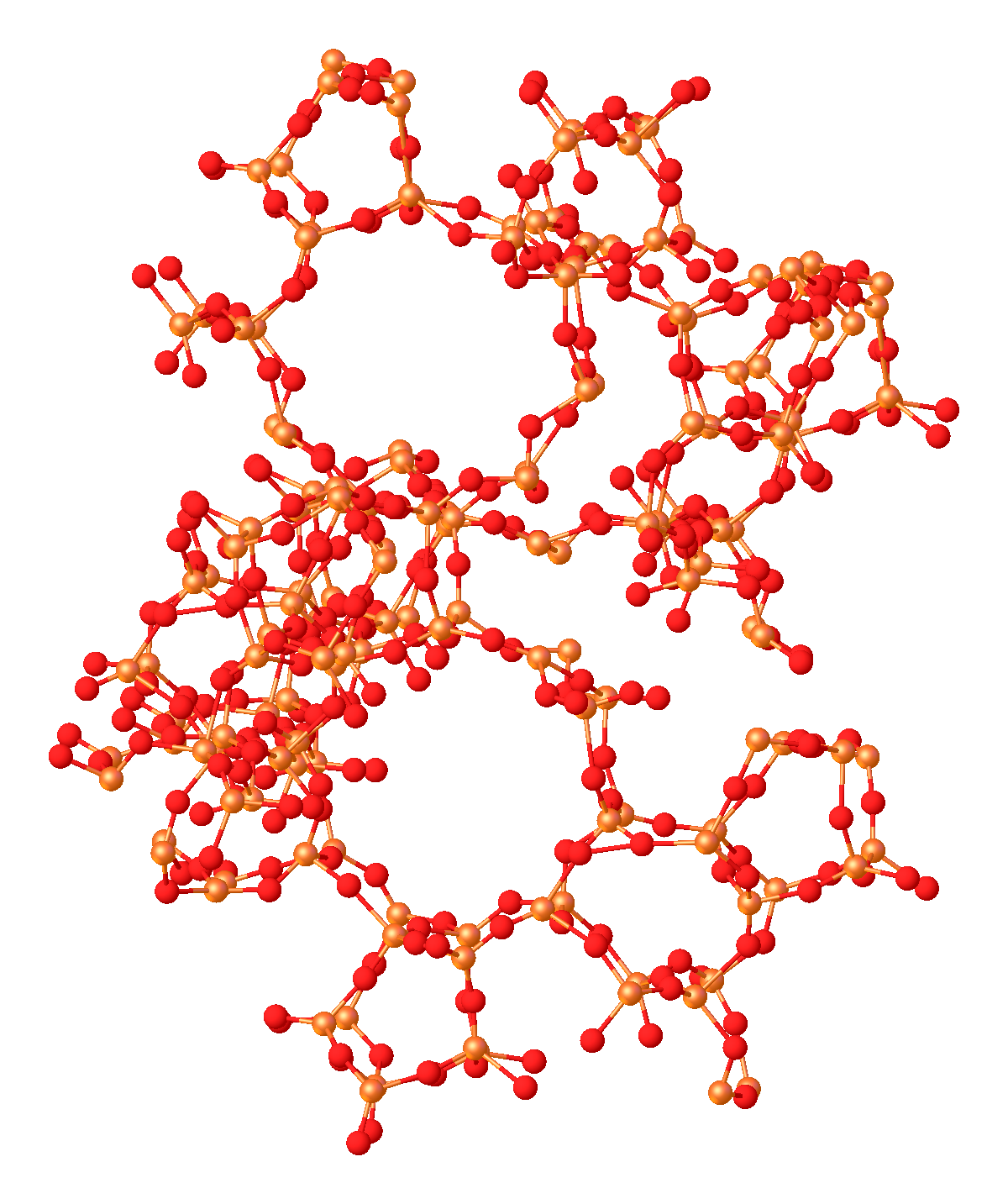
Structure chimique du silicate

En 1956, Flanigen commence à travailler sur les tamis moléculaires qui sont des composés cristallins avec des pores de taille moléculaire qui peuvent filtrer ou séparer des substances très complexes. Edith Flanigen est surtout connue comme l'inventrice de la zéolithe Y, un tamis moléculaire spécifique. La zéolite Y est un certain type de tamis moléculaire qui peut raffiner le pétrole. La zéolite Y dépasse la zéolite X avant elle. Lors du raffinage du pétrole brut, il doit être séparé en toutes ses différentes parties, ou fractions. L'essence est l'une des nombreuses fractions issues du raffinage du pétrole. Les zéolithes de Flanigen sont utilisées comme catalyseurs ou comme substance qui améliore les réactions chimiques. La zéolite Y est un catalyseur qui améliore la quantité d'essence fractionnée du pétrole, rendant le raffinage du pétrole plus sûr et plus productif .
En plus de son travail sur les tamis moléculaires, Flanigen co-invente une émeraude synthétique que Union Carbide produit et vend pendant de nombreuses années. Les émeraudes sont utilisées principalement dans les masers (prédécesseurs des lasers) et sont même utilisées dans les bijoux pendant un certain temps, dans une ligne commercialisée sous le nom de "Collection Quintessa".

## Honneurs et récompenses
Flanigen reçoit de nombreux prix et distinctions. Elle est, par exemple, la première femme récipiendaire de la médaille Perkin en 1992. Elle est également intronisée au National Inventors Hall of Fame en 2004.
En 2014, le prix Edith Flanigen est créé par le Centre de recherche collaborative de l'Université Humboldt de Berlin. Le prix est décerné chaque année à une femme scientifique exceptionnelle au début de sa carrière. Le premier prix est décerné à Natacha Krins pour son travail à l'Université de Paris.
En 2012, Flanigen reçoit la Médaille nationale de la technologie et de l'innovation. Le 20 novembre 2014, Barack Obama remet à Flanigen la Médaille nationale de la technologie et de l'innovation pour ses contributions à la science.